# Richmond Raceway
Il Richmond Raceway (conosciuto anche con il nome di America's Premier Short Track, Strawberry Hill, oppure Action Track) è una pista ovale D-shaped lunga 0,750 miglia (1207 metri) di asfalto situata nell'immediata periferia di Richmond, in Virginia (Stati Uniti), all'interno della Henrico County. Ospita due gare delle NASCAR Cup Series, una gara della NASCAR Xfinity Series e una gara delle NASCAR Craftsman Truck Series. In precedenza vi si svolgevano anche altri eventi, come la International Race of Champions, il Denny Hamlin Short Track Showdown e le USAC Sprint Car Series. La sua forma a "D" permette ai piloti di raggiungere notevoli velocità sul circuito. Per l'ex-pilota Tony Stewart è il miglior circuito su cui abbia mai gareggiato.
Il Richmond Raceway ha ospitato ben 33 eventi consecutivi sold out nelle NASCAR Cup Series fino al settembre 2008, successo di pubblico interrotto a causa della grave crisi finanziaria che ha colpito gli Stati Uniti come anche gli effetti conseguenti all'uragano Hanna. Dalla stagione 2004 (anno in cui sono stati introdotti i playoff nelle Cup Series) fino alla stagione 2018 il circuito era la sede dell'ultima gara prima dei playoff; successivamente il Richmond Raceway ha visto la sua seconda gara annuale spostata all'interno dei playoff. Dalla stagione 2022 il circuito ha visto spostata la data della sua seconda gara in estate.
Prima del 2019 il circuito poteva ospitare 59.000 spettatori; la capienza è stata successivamente ridotta a 51.000.

## Storia

### Gli inizi
Nello stato della Virginia le corse sono da sempre una lunga tradizione, risalente al periodo coloniale inglese. Dal 1898 fino allo scoppio della Prima guerra mondiale, nella città di Richmond il Deep Run Hunt Club (che aveva sede nel quartiere settentrionale di Ginter Park) organizza una corsa di cavalli steeplechase. Dopo un decennio di pausa, la corsa è stata organizzata nei pressi del Curles Neck (in quello che era il terreno di una delle più antiche piantagioni coloniali della Virginia) fino al 1928.
Con la fine del secondo conflitto mondiale, Richmond vede anche le sue prime gare automobilistiche. Nel 1946, sempre nel quartiere di Ginter Park, viene individuato un terreno dove poter realizzare una pista di terra battuta per ospitare una gara del neonato campionato AAA Championship Car, prodromo delle attuali corse open-wheel (ovvero a ruote scoperte) da cui ha avuto origine l'attuale IndyCar. Il terreno dove viene costruita la pista (lunga mezzo miglio) è quello, di proprietà pubblica, dove viene accolta la fiera della città (nota con il nome di Atlantic Rural Exposition), nei pressi della Strawberry Hill Farm: proprio questa antica azienda agraria darà il nome alla pista, conosciuta all'epoca come "Strawberry Hill", "Strawberry Hill Raceway" (da cui uno dei nomignoli con cui è conosciuto l'attuale circuito), oppure "Atlantic Rural Fairgrounds Track". La pista di terra battuta ospita sia le corse di cavalli che quelle automobilistiche. Il 12 ottobre 1946 le cronache dell'epoca raccontano della prima gara automobilistica corsa sul nuovo tracciato vinta da Ted Horn.
Nel 1948, con la fondazione della NASCAR, il nuovo circuito viene inserito tra le piste sede del campionato appena creato. Nel 1953 il circuito di Richmond ospita per la prima volta le Grand National Series, ovvero il progenitore dell'attuale campionato delle Cup Series: nella prima edizione della gara di Richmond arriva primo al traguardo Lee Petty. Nel 1968 viene rimosso il circuito di terra battuta e cementato. Venti anni dopo, nel 1988, il Richmond Raceway subisce una poderosa opera di ristrutturazione e rinnovamento con la costruzione dell'attuale ovale D-shaped, un tracciato più largo, la costruzione di curve paraboliche e l'aumento della lunghezza della pista fino alle attuali 0,75 miglia.
Fino al 1999 il circuito mantiene il nome originario di "Strawberry Hill"; dopo la cessione del terreno, il circuito cambia denominazione e assume il nome di Richmond International Speedway. Nel frattempo, le Strawberry Hill Races, le corse di cavalli che si sono sempre disputate nel terreno adiacente alla pista e che tradizionalmente si tenevano il terzo sabato di aprile, nel 2001 vengono spostate presso l'impianto ippico di Colonial Downs, nella vicina contea di New Kent.

### Eventi recenti

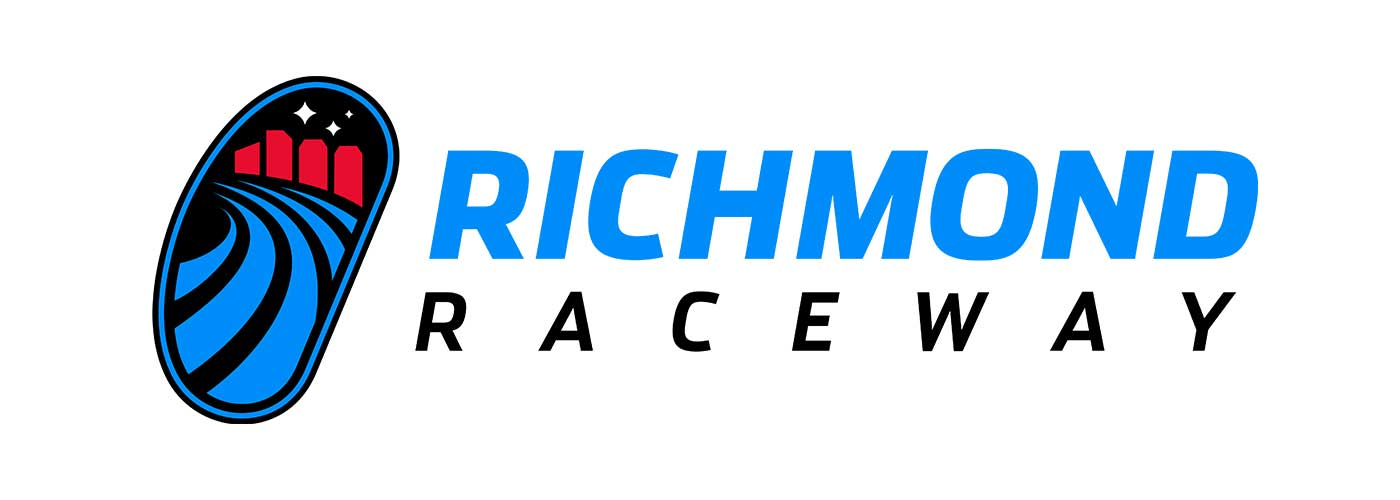
Il logo ufficiale del Richmond Raceway.

Nel 2017, il presidente dell'ente di gestione della pista, Dennis Bickmeier, annuncia che la pista assume l'attuale nome di Richmond Raceway nell'ambito di un piano di rinnovamento (costato 30 milioni di dollari) dell'area interna all'ovale.
Nel 2021, con la partnership tra la NASCAR e la WynnBET (bookmaker che promuove una app per le scommesse online accessibile dalla Virginia), viene costruita nel complex del circuito una sala scommesse.

## Competizioni
Attualmente il circuito ospida due gare della NASCAR Cup Series e due gare della NASCAR Xfinity Series e della NASCAR Truck Series.
Solitamente il primo weekend di gare nel circuito si tiene nel primo fine settimana di aprile, con la sponsor partnership della Toyota. Ad oggi la gara delle Xfinity Series, la ToyotaCare 250 si corre sulla lunghezza di 250 giri (per un totale di 187,5 miglia); la gara delle Cup Series prevede la percorrenza di 400 giri (300 miglia) e ha il nome di Toyota Owners 400.
Il secondo weekend di gare nel circuito si corre invece verso la fine dell'estate, attorno al secondo weekend di agosto. La corsa delle Truck Series, sponsorizzata dalla Clean Harbors, assume il nome di Clean Harbors 250 (tranne che nel periodo tra il 2006 e il 2020, quando la gara si era trasferita nell'ovale di Talladega). La seconda gara delle Cup Series nel circuito prende il nome, per ragioni di sponsorizzazione, di Cook Out 400.

### Corse attualmente organizzate
- NASCAR Cup Series
  - Toyota Owners 400 (marzo)
  - Cook Out 400 (luglio)
- NASCAR Xfinity Series
  - ToyotaCare 250 (marzo)
- NASCAR Craftsman Truck Series
  - Worldwide Express 250 (luglio)

### Corse non più organizzate
- AAA Sprint Cars (1946-1948, 1952-1953)
- AAA Stock Cars (1952)
- ARDC midget cars (1946-1948)
- Denny Hamlin Short Track Showdown (2011-2013)
- IndyCar Series
  - Indy Richmond 300 (2001-2009)
- International Race of Champions (2004-2005)
- NASCAR K&N Pro Series East
  - UNOH 100 (2011-2015)

- NASCAR Convertible Division (1957-1959)
- NASCAR Grand American (1968-1970)
- NASCAR Goody's Dash Series (1975, 1976, 1979-1981)
- NASCAR AutoZone Elite Division, Southeast Series (1991)
- NASCAR Sportsman Series (1990)[22]
- NASCAR Whelen Modified Tour (1990-1993, 1997, 1999-2002)
- URC sprint cars (1956, 1960)[23]
- USAC Silver Crown Series
- USAC Honda National Midget Championship

## Record

### Qualifica
- NASCAR Cup Series:  Jeff Gordon - 20,674 secondi (2013)
- NASCAR Xfinity Series:  Kyle Busch - 20,874 secondi (2004)
- IndyCar Series:  Sam Hornish Jr. - 15,3197 secondi (2005)

### Gara
- NASCAR Cup Series:  Kevin Harvick - 21,849 secondi (2019)
- NASCAR Xfinity Series:  Christopher Bell - 22,712 secondi (2018)
- NASCAR Truck Series:  Austin Hill - 22,774 secondi (2020)
- IndyCar Series:  Sam Hornish Jr. - 15,9368 secondi (2004)